# ویتالی ژربیانیو
ویتالی ژربیانیو ((به بلاروسی: Віталій Дзербянёў)؛ ۵ اوت ۱۹۷۶ – ۲ مه ۲۰۲۲) وزنه‌بردار مرد اهل بلاروس بود.
وی در مسابقات کشوری و بین‌المللی در مجموع برندهٔ ۴ مدال طلا، ۲ مدال نقره، ۲ مدال برنز شده‌است.